# نیروهای نظامی آزادی‌بخش جهانی

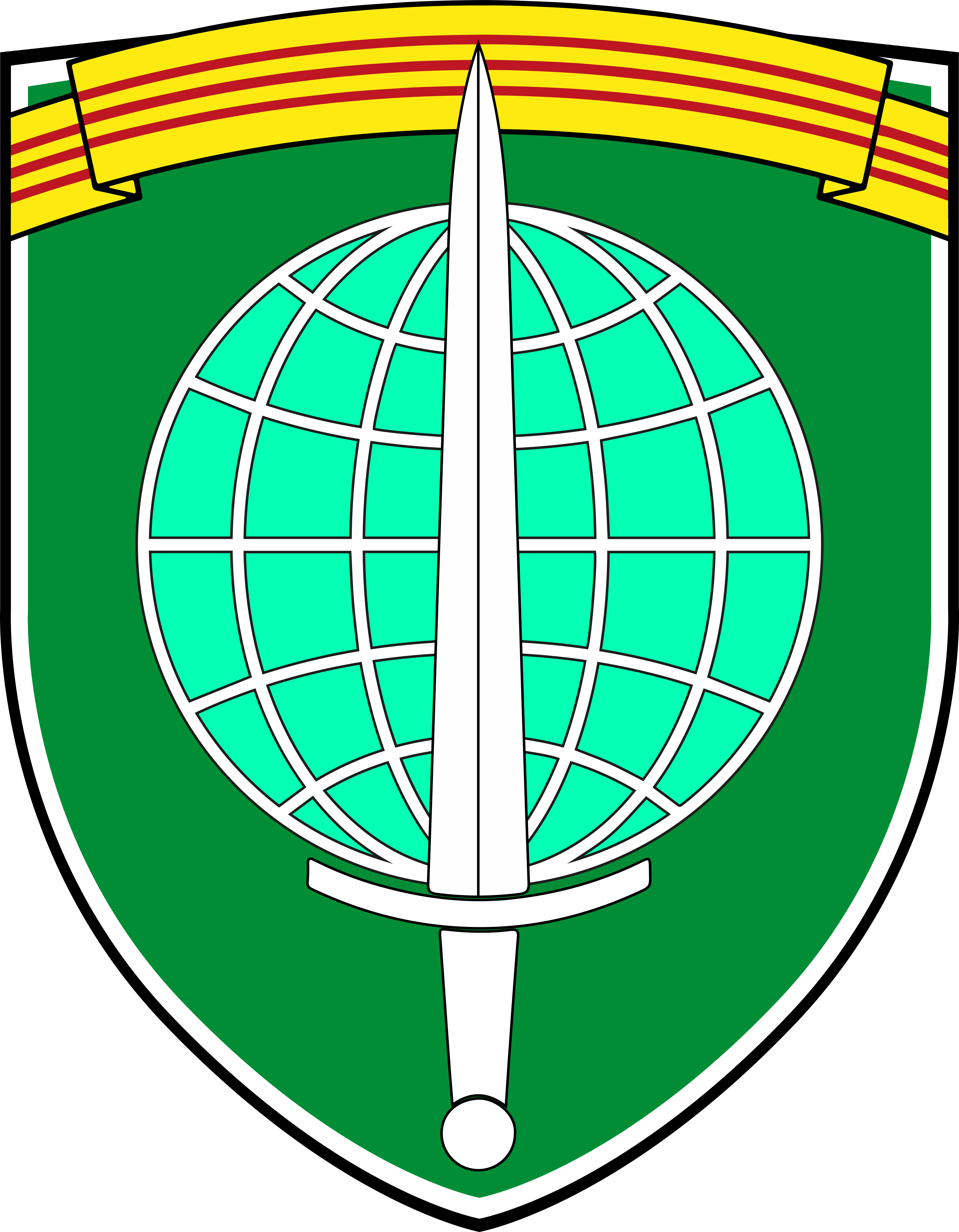
نشان‌وارهٔ رسمی نیروهای نظامی جهان آزاد - ۲۰۲۲

 نیروهای نظامی جهان آزاد (به انگلیسی: (به انگلیسی: Free World Military Forces)) نام مجموعه‌ای از نیروهای نظامی است که در جنگ ویتنام به ‏‪ ویتنام جنوبی کمک می‌کردند. نیروهای نظامی جهان آزاد از نیروهای نظامی کشورهای تایوان، کره جنوبی، تایلند، فیلیپین، استرالیا، نیوزلند و اسپانیا تشکیل شده بود؛ که نیروهای نظامی خودرا برای مبارزه در جنگ ویتنام در زیر پرچم FWMF و برای کمک به ایالات متحده و ویتنام جنوبی فرستادند.
نیروهای نظامی جهان آزاد در مجموع ۶۹٬۸۶۴ سرباز بودند. این نیروها به شرح زیر بودند:
- تایوان – ۵۰٬۰۲۹[۲]
- کره جنوبی – ۳۱۲٬۸۵۳
- فیلیپین 11,000
- استرالیا – ۷٬۶۲۶
- نیوزیلند – ۵۵۲
- اسپانیا - 30 (10، 1966-1967؛ 20، 1967-1968) نیروهای پزشکی و بهداشتی.[۳]